# ポッシブル (番組制作会社)
株式会社ポッシブルは、日本の番組制作会社である。
1997年10月に設立。主に愛知県のテレビ番組とラジオ番組の企画・制作を行っている。タレントのマネージメントも行っている。
愛知県名古屋市に本社があり、東京都港区に支社がある。

## 所属タレント

### アーティスト
- 高橋洋子[2][3]

### タレント
- 白井奈津[2][3]
- 佐井祐里奈[2][3]
- アンジェリカ[2][3]
- 三浦優奈[3]
- 天野なな実[3]
- 木下愛子[3]
- SHOKO[3]
- 平松伴康[3]
- 山内智貴[3]
- 渡邊晶子[3]

### ナレーター
- 林舞[3]
- 鈴木悠伽[3]

### 過去に所属していたタレント
- 若林詩恩（2024年10月25日に解雇）[4]。

## 主な制作番組

### テレビ番組
CBCテレビ
- やすだの歩き方
- 本気プリ
- J-BOX

中京テレビ
- 前略、西東さん
- 前略、大とくさん
- ササシマMUSIC BASE
- #しゃにむにロック
- ROOMIC

### ラジオ番組
ZIP-FM
- BEATNIK JUNCTION
- FIND OUT
- HOORAY HOORAY FRIDAY
- FUNNY BUDDY